# Petr Sýkora (1974)
Petr Sýkora (* 9. května 1974, Praha) je český podnikatel, vizionář, filantrop a jeden ze spoluzakladatelů Nadace Dobrý anděl.

## Život
Petr Sýkora vystudoval mezinárodní vztahy na Vysoké škole ekonomické, poté získal titul MBA na Thunderbird School of Global Management v Arizoně. Ještě v době studia v roce 1993 založil s Janem Černým společnost Papirius, která se postupně stala největším dodavatelem kancelářských potřeb ve střední a východní Evropě. V roce 2006 ji prodali americké firmě Office Depot, pro kterou pak ještě několik let pracovali.
O pět let později společně se slovenským prezidentem Andrejem Kiskou založili nadaci Dobrý anděl, podporující rodiny s dětmi, které se vlivem vážné nemoci, dítěte nebo rodiče, dostaly do těžké situace. Současně Petr Sýkora a Jan Černý věnovali společně 25 milionů korun na provoz nadace. Díky tomu příspěvky dárců odevzdává Dobrý anděl do posledního haléře rodinám nemocných. Kolik dárců se k projektu přidalo a kolika rodinám v jaké výši míří příspěvky je možné sledovat na stránkách nadace..
Petr Sýkora je ženatý, společně se svou ženou vychovávají dva syny. Bydlí v Praze a část roku tráví na Novém Zélandu. Je vegetarián, věnuje se józe a extrémnímu vytrvalostnímu sportování.

## Ocenění
- 2013 – Markétér roku – Růžový delfín
- 2014 – Cena VIA BONA 2014 – Srdcař roku
- 2015 – Cena Arnošta Lustiga[3] – Odvaha a Statečnost, Lidskost a Spravedlnost.
- 2019 – čestné občanství městské části Praha 5[4]
- 2024 –  Medaile Za zásluhy I. stupně, za zásluhy v oblasti kultury.